# Шереметев, Борис Петрович (воевода)
Борис Петрович Шереметев (ум. 1650) — русский военный и государственный деятель, дворянин московский, боярин и воевода, сын боярина и воеводы псковского Петра Никитича Шереметева.

## Биография
Впервые Борис Петрович Шереметев упоминается во время Смуты. Воевода псковский Пётр Никитич Шереметев поручил ему командование военным отрядом, собранным из собственных дворовых людей и монастырских слуг, и отправил его против сторонников Лжедмитрия II. Молодой Шереметев потерпел поражение от превосходящих по численности мятежников и «едва утек во Псков здорово». В сентябре 1608 года сторонники Тушинского вора во главе с Фёдором Плещеевым захватили Псков и заключили воеводу Петра Никитича Шереметева в темницу, где его задушили в июне 1609 года. Шереметев вместе с матерью Фёодосией Борисовной бежал из Пскова в Печерский Успенский монастырь.
В 1613 году Борис Петрович Шереметев участвовал в Земском соборе, который избрал на царский престол Михаила Федоровича Романова, и подписал грамоту об избрании. После взятия князем Дмитрием Мамстрюковичем Черкасским города Белого царь Михаил Фёдорович отправил Шереметева к войскам для раздачи золотых, которыми государь наградил их за победу.
В 1615 году Борис Петрович Шереметев вместе с братом Иваном был рындой в первой паре при приёме английского посла Мерика. До 1630 года занимал должность дворянина московского. В 1634 году Иван Шереметев, брат Бориса Петровича, получил боярство и был назначен воеводой в Казань. В следующем 1635 году Борис Петрович Шереметев был назначен воеводой в Свияжске, в подчинение своему брату, казанскому воеводе. На воеводстве в Свияжске он находился не более года, затем был «отпущен» в Москву. В 1638 году был назначен воеводой в Архангельск. Это было важное и ответственное воеводство, так как приходилось управлять обширной Двинской областью. На воеводство в Архангельск обычно назначались представители самых знатных родов, пользовавшиеся доверием царя. Здесь он пробыл четыре года.
В 1645 году после смерти царя Михаила Фёдоровича и вступления на царский трон его сына Алексея Михайловича Борис Петрович Шереметев продолжил службу при царском дворе. 1 апреля 1646 года он был пожалован в бояре.
В 1648 году во время свадебного пира царя Алексея Михайловича Борис Петрович Шереметев «челом ударил государю»: «кубок серебрен золочен лощат с кровлей, на высоком стоянце, меж пуза и поддона две травки белы да три дужки золочены, на кровле трава цветная, весу фунт 88 золотников, по 7 рублей с полтиной фунт; бархат персицкой по золоту, по нем люди, меж людей травы шолк разных цветов, мерой 7 аршин, цена 25 рублей, сорок соболей, у него 12 хвостов, цена 40 рублей. Государыне царице: кубок серебрен золочен, с кровлей, лощат, меж пуза и поддона мужик с топором, на кровле трава бела, весу фунт без 5 золотников, по 7 рублей за фунт; бархат персицкой по серебреной земле травы шолк разных цветов, мерой 7 аршин без вершка, цена 25 рублей, сорок соболей без хвостов цена 20 рублей».
Последний раз Борис Петрович Шереметев присутствовал при царском дворе 14 апреля 1650 года, на обеде в первый день Пасхи.
В конце апреля или начале мая 1650 года боярин Борис Петрович Шереметев скончался. Был дважды женат. Дети: Василий Борисович Шереметев (1622—1682), боярин и воевода.